# Baldwinonus
Baldwinonus é um gênero de eupelicossauro do Permiano Inferior da América do Norte.

## Espécies
- Baldwinonus trux Romer & Price, 1940
- ?Baldwinonus dunkardensis Romer, 1952